# حامد الثاني
عبد الحميد القدري المعروف باسم حامد الثاني (1331 - 1398 هـ) سلطان سلطنة فونتيانق الأخير وعسكري سابق في جيش جزر الهند الشرقية الهولندية الملكي (KNIL). كان متعاطفًا مع الهولنديين العائدين إلى إندونيسيا بعد الحرب العالمية الثانية ومحاولاتهم لإقامة جمهورية فيدرالية للولايات الإندونيسية. ولما اتحدت ولايات إندونيسيا عين وزيرًا في حكومتها غير أن أخلاقه وتصرفاته جعلته مقبوضًا عليه وحوكم وسجن عدة سنوات. وهو الذي صمم شعار إندونيسيا الوطني والمستخدم كرمز رسمي للدولة.

## نسبه
عبد الحميد بن محمد بن يوسف بن حامد بن عثمان بن عبد الرحمن بن حسين بن أحمد بن حسين بن محمد القدري بن سالم بن عبد الله باحسن بن محمد المغروم بن سالم بن أحمد بن عبد الرحمن بن علي بن محمد جمل الليل بن حسن المعلم بن محمد أسد الله بن حسن الترابي بن علي بن الفقيه المقدم محمد بن علي بن محمد صاحب مرباط بن علي خالع قسم بن علوي بن محمد بن علوي بن عبيد الله بن أحمد المهاجر بن عيسى بن محمد النقيب بن علي العريضي بن جعفر الصادق بن محمد الباقر بن علي زين العابدين بن الحسين السبط بن الإمام علي بن أبي طالب، والإمام علي زوج فاطمة بنت محمد ﷺ.
فهو الحفيد 38 لرسول الله محمد ﷺ في سلسلة نسبه.

## مولده ونشأته
ولد بمدينة فونتيانق بجزيرة بورنيو في السابع من شهر شعبان سنة 1331 هـ الموافق للثاني عشر من شهر يوليو سنة 1913 م. نشأ بين عائلة بريطانية مغتربة حتى سن الثانية عشر، والتحق بالمدارس الأوروبية التابعة لحكومة الهند الشرقية الهولندية في كل من سوكابومي، وفونتيانق، ويوغياكارتا، وباندونغ. ثم أكمل تعليمه في هولندا في الأكاديمية العسكرية الملكية وتخرج برتبة ملازم وانضم إلى جيش جزر الهند الشرقية الهولندية الملكي (KNIL).

## حياته السياسية

### توليه السلطنة
عندما جاء اليابانيون واحتلوا جزر الهند الشرقية عام 1942 كان حامد الثاني واحدًا من الجنود الأسرى بعد هزيمة جيش جزر الهند الشرقية وقوات التحالف على يد الاحتلال الياباني وسجن في جاوة لمدة ثلاث سنوات. وخلال هذه الفترة قام اليابانيون بحملة اعتقالات واسعة ومجازر بحق السلاطين والأمراء في إقليم كالمنتن وكان من ضمنهم عائلة حامد الثاني، حيث تم إعدام 28 من أفراد أسرته الذكور، منهم والده الشريف محمد القدري سلطان فونتيانق، ودفنوا جميعًا في مقبرة جماعية. وبعد استسلام اليابان لقوات الحلفاء عام 1945 تم تحرير حامد الثاني وعاد إلى فونتيانق وتوّج على العرش ليحل محل والده في 29 أكتوبر 1945.

### تعيينه وزيرًا
وأثناء الثورة الوطنية الإندونيسية حصل حامد الثاني على منصب مهم كممثل عن ولاية كالمنتن الغربية وشارك في العديد من المفاوضات والمؤتمرات في إندونيسيا وهولندا. كان مؤيدًا بقوة لفكرة الدولة الفدرالية معارضًا لمفهوم الرئيس أحمد سوكارنو عن إقامة جمهورية موحدة. وبعد نجاح الثورة واستقلال إندونيسيا عام 1949 انتهت تلك المفاوضات بتشكيل جمهورية الولايات المتحدة الإندونيسية بقيادة أحمد سوكارنو وعين حامد الثاني وزيرًا في حكومة إندونيسيا.

### محاولته لتنظيم عملية انقلاب
كان من المعروف ولاء حامد الثاني للحكومة الاستعمارية الهولندية لأنه كان ضابطًا في الجيش الهولندي (KNIL). فقد تآمر مع قائد سابق في الجيش الهولندي يدعى رايموند ويسترلنغ لتنظيم عملية انقلاب للإطاحة بالجمهوريين في باندونغ وجاكرتا. ولكن فشلت هذه العملية واضطر ويسترلنغ للهروب والعودة إلى هولندا، واعتقل حامد الثاني في 5 أبريل 1950 وأدين بتهمة التورط في الاعتداء على أعضاء مجلس الوزراء وحكمت عليه المحكمة العليا في 1953 بالسجن عشر سنوات. ثم أطلق سراحه من السجن في 1958 بعد أن أصدرت المحكمة العليا حكما جاء فيه أن حامد الثاني لم يثبت تورطه في الهجوم.

## شعار الدولة الإندونيسية

Garuda Pancasila

بعد الاعتراف بسيادة جمهورية الولايات المتحدة الإندونيسية أمرت الحكومة حامد الثاني كوزير دولة بتشكيل لجنة الشارة الوطنية لتصميم شعار للدولة الإندونيسية الجديدة. فتم تصميم الشعار (Garuda Pancasila) وإعتماده من قبل أحمد سوكارنو في 11 فبراير 1950 وتعيينه كرمز وطني ورسمي للحكومة الإندونيسية في جميع وزاراتها ومرافقها ومؤسساتها الخاصة.

## وفاته
توفي في جاكرتا، عاصمة إندونيسيا، في العشرين من شهر ربيع الآخر سنة 1398 هـ الموافق للثلاثين من شهر مارس سنة 1978 م، ونقل جثمانه إلى مسقط رأسه ودفن في المقبرة الملكية لسلاطين فونتيانق.

### استشهادات
1. ↑  "Kronologi Hendropriyono Vs Keluarga Sultan Hamid II". Tagar. مؤرشف من الأصل في 2020-08-18.
2. ↑  المشهور، عبد الرحمن بن محمد (1404 هـ). شمس الظهيرة (PDF). جدة، المملكة العربية السعودية: عالم المعرفة. ج. الجزء الثاني. ص. 502. مؤرشف من الأصل (PDF) في 1 مايو 2020. {{استشهاد بكتاب}}: تحقق من التاريخ في: |تاريخ= (مساعدة)
3. ↑  "Catatan Singkat soal Sultan Hamid II yang Disebut Hendropriyono Pengkhianat". detikcom. مؤرشف من الأصل في 2020-08-18.